# 楊鳴 (台灣)
楊鳴(Young Ming)是華人媒體工作者，台灣高雄市出身。

## 經歷
1976年，楊鳴從新北市私立辭修高級中學畢業。1980年從國立政治大學外交學系畢業後，兩年後楊鳴赴美留學；1987年進入紐約市立大學電視廣播研究所就讀。取得紐約市立大學電視廣播研究所碩士學位後，1980年代末期，楊鳴服務於中華電視台（今中華電視公司），為華視新聞首任駐紐約特派員，前後累積採訪經驗5年，其中最讓人印象深刻的是1991年前往莫斯科採訪蘇聯解體；並在該次行程中成為1949年之後，首位造訪西伯利亞的台灣記者，他獨家報導蔣經國與妻子蔣方良從認識、相戀、結婚到生子的故事，並採訪他們二位當年在斯維爾德洛夫斯克州（現已恢復沙皇時期舊名葉卡捷琳堡）的友人、鄰居，該系列報導當時獲得極高的評價及迴響。
1993年，楊鳴加入籌備中之傳訊電視。1994年傳訊電視正式開播後，楊鳴擔任傳訊電視北美地區營運總監；期間，並兼任傳訊電視中天頻道談話性節目《理所當言之紐約論壇》主持人，該節目首先開創台海兩岸現今流行的政治談話性節目的型態。
1997年2月19日，傳訊電視中天頻道在當晚十一點宣布了中國領導人鄧小平的死訊，經由楊鳴在紐約的傳訊電視新聞中心把這則全球獨家新聞提供給美國的主流電視媒體  ABC World News Tonight, NBC Nightly News, CBS Evening News，使得當晚美國三家電視網幾乎是同步的在紐約時間晚間 6:30 以傳訊電視中天頻道主播陳若華播報鄧小平死訊的畫面作為頭條新聞，這大約也是傳訊電視中天頻道最具代表性的一個事件了。
傳訊電視隨即將楊鳴調往香港總部擔任傳訊電視中天頻道的副總編輯，參與 1997 香港回歸的特別節目報導，1997/6/30 晚間並由他和中天當家主播陳若華在會展中心的現場直播中英香港交接儀式的實況。
1998年底從傳訊電視離職後，楊鳴先後任職台灣超級電視台副總裁、新加坡新傳媒私人有限公司台灣新聞中心主任，因為在接任之初就發生了新加坡航空公司 SQ006 航班在 2000年10月31日深夜，冒著象神颱風的強風暴雨在台灣桃園機場飛往洛杉磯，卻不幸轉入施工中的跑道試圖起飛，機頭拉起剎那，起落架不幸勾住停置在施工段上的挖土機具而墜毀，這也是新航自成立以來，首起發生造成乘客死亡的意外事故，楊鳴持續追蹤報導這則在新加坡引發高度關注的新聞長達數年之久，他是新傳媒旗下的 Channel News Asia 英語新聞台早期的駐外特派記者，同時他也為新傳媒第八波道晚間新聞製作華語版的報導；2006年的4月，楊鳴曾短暫的接受了廣州南方廣播影視傳媒集團和港商合資成立的點心衛視的邀約，協助該衛星電視的創設並負責規畫節目內容和製作。
2007年9月10日，楊鳴擔任TVBS總經理，取代因周政保影帶事件請辭的李濤。2015年農曆年前，楊鳴據傳因與董事長張孝威意見不合而請辭，2015年5月31日正式生效，休假期間由董事長張孝威兼任代理總經理。楊鳴現任大陸視頻網站愛奇藝高級副總裁。
楊鳴帶領的經營團隊在2008年至2012年期間為TVBS連續創下最大盈利的記錄，屢創新高，在此期間TVBS多次為同事進行全員加薪傳為佳話。楊鳴因為自己出身於新聞採訪、製作的緣故，特別尊重新聞部的獨立運作和自主判斷，樹立了TVBS在台灣電視新聞屹立不搖的金字招牌，新聞收視一直維持第一，TVBS被譽為是台灣最具影響力的媒體。
2014年四年一度的世界盃足球大賽在巴西舉辦，台灣的電視轉播權利由愛爾達電視取得，但因為愛爾達電視只在中華電信MOD IPTV露出，為了讓更多的球迷能夠觀賞這個賽事，於是轉授權給有線電視頻道年代集團所屬的年代電視台，未料雙方的合作在32強賽事進行到最後一天時因年代電視有逾越版權授權的行為而迫使愛爾達電視在6月27日經由法律途徑取得緊急處分權，即刻中斷提供直播訊號給年代電視台，楊鳴在核心團隊的支持下，以迅雷不及掩耳的行動決策拿下剩餘賽事的有線電視轉播權，動員TVBS新聞部、業務部和工程製播部門等通力合作，公司內部的頻道事業發展部並說服全台所有有線電視系統業者將TVBS所有頻道均以全高清FullHD訊號上架，系統業者立即響應這個要求，使得全台觀眾得以第一次以全高清FullHD的最佳畫質觀看世界盃，創下歷屆世界盃在台灣收看人數最多、收視率最高、討論度最熱的記錄，而TVBS在短短不到48小時內完成權利談判、轉播作業的準備，還藉此成為台灣第一個全頻道在有線電視系統以全高清FullHD上架的電視台，團隊執行力之強，令人印象深刻。
2015年11月18日，愛奇藝台灣站透過在台灣的代理商開始試運營，由楊鳴擔任總經理。儘管在台灣當局和主管單位聯手打壓之下，愛奇藝台灣站自一開始就在串流影音平台（OTT）的市佔穩居第一，除了豐富的陸劇和綜藝外，2016年3月底更與韓國同步上線播出太陽的後裔，緊接著又獨家上線台劇滾石愛情故事，成功的將愛奇藝的品牌和服務廣泛的推廣到台灣才剛剛起步的 OTT 使用者。 自2019年4月起，台灣當局和主管機關變本加厲的對愛奇藝台灣站和其代理商祭出一道又一道的禁令，於是在運營處處受限的情況下，愛奇藝台灣站終於把市占第一的位置讓給 Netflix 落居第二；在新冠疫情最倡狂的2021年4-5月間，政府對愛奇藝台灣站又採取最急劇的手段，楊鳴不得不代表愛奇藝結束與台灣代理商之間的委託關係，而將台灣站的運營改由新加坡遠端操控，用戶和會員的權益並無受到任何影響。
楊鳴雖是新聞背景出身，但對內容產業頗有理想和野心，擔任TVBS總經理期間，多次前往香港說服母集團TVB，終於在2012年重啟TVBS的台劇（偶像劇）的製作，2013年推出自2007年終止戲劇製作後的首部作品飛越龍門客棧，隔年更有口碑與收視俱佳的十六個夏天；加入愛奇藝後，楊鳴也秉持初衷，持續推動台灣偶像劇的製作，1006的房客 人際關係事務所 種菜女神 如果愛，重來 逆局 無神之地不下雨等優質的台劇；2019年還銜命負責愛奇藝自製韓劇的重責大任，2020年第一部愛奇藝自製韓劇出爐我的室友是九尾狐在愛奇藝國際平台上受到了廣大亞洲和北美地區用戶的喜愛，也在這些市場打響愛奇藝原創內容的名號。

## 外部連結
- 新北市私立辭修高級中學 專訪第三屆校友─楊鳴
- 臺大新聞e論壇 【活動預告】TVBS總經理楊鳴：新媒體產業環境的挑戰 （页面存档备份，存于）